# Fimmvörðuháls
Fimmvörðuháls là khu vực giữa các sông băng Eyjafjallajökull và Mýrdalsjökull ở miền nam Iceland. Các tuyến đường giữa và Thórsmörk Skógar đi qua đèo này và là một trong những tuyến đường đi bộ phổ biến nhất ở Iceland, mặc dù là 22 km dài và liên quan đến 1.000 m leo. Fimmvörðuháls, có một túp lều núi thoải mái hiện đại thuộc sở hữu của Útivist, một trong những hiệp hội đi bộ đường dài tiếng Iceland. Cũng ở gần đó là một túp lều được trang bị đầy đủ cũ hơn gọi là Baldvinsskáli. Các tuyến đường từ Skógar là đặc biệt đẹp, nhiều thác nước được thông qua trên đường đi. Các tuyến đường chỉ có thể đi từ giữa tháng sáu vào cuối tháng 8. Vào đêm ngày 16 tháng 5 năm 1970, ba du khách đã chết trong đèo trong bão tuyết.
Nó cũng có thể kết hợp các tuyến đường Fimmvörðuháls với các chuyến đi Laugavegur giữa và Thórsmörk Landmannalaugar để kết hợp thành một chuyến đi dài 4-6 ngày.